# Bohunice (Levice)
Bohunice (ungarisch Hontbagonya – bis 1907 Bagonya) ist eine Gemeinde im Westen der Slowakei mit 159 Einwohnern (Stand 31. Dezember 2024), die zum Okres Levice, einem Teil des Nitriansky kraj, gehört.

## Geographie
Die Gemeinde befindet sich im Osten des slowakischen Donautieflands am nördlichen Rand des Hügellands Ipeľská pahorkatina, wo dieses in die Schemnitzer Berge übergeht. Durch Bohunice fließt die Sikenica im Einzugsgebiet des Hron. Das Ortszentrum liegt auf einer Höhe von 261 m n.m. und ist 19 Kilometer von Levice entfernt.
Nachbargemeinden sind Uhliská und Dekýš im Norden, Jabloňovce im Osten und Süden, Devičany im Westen und Pukanec im Nordwesten.

## Geschichte

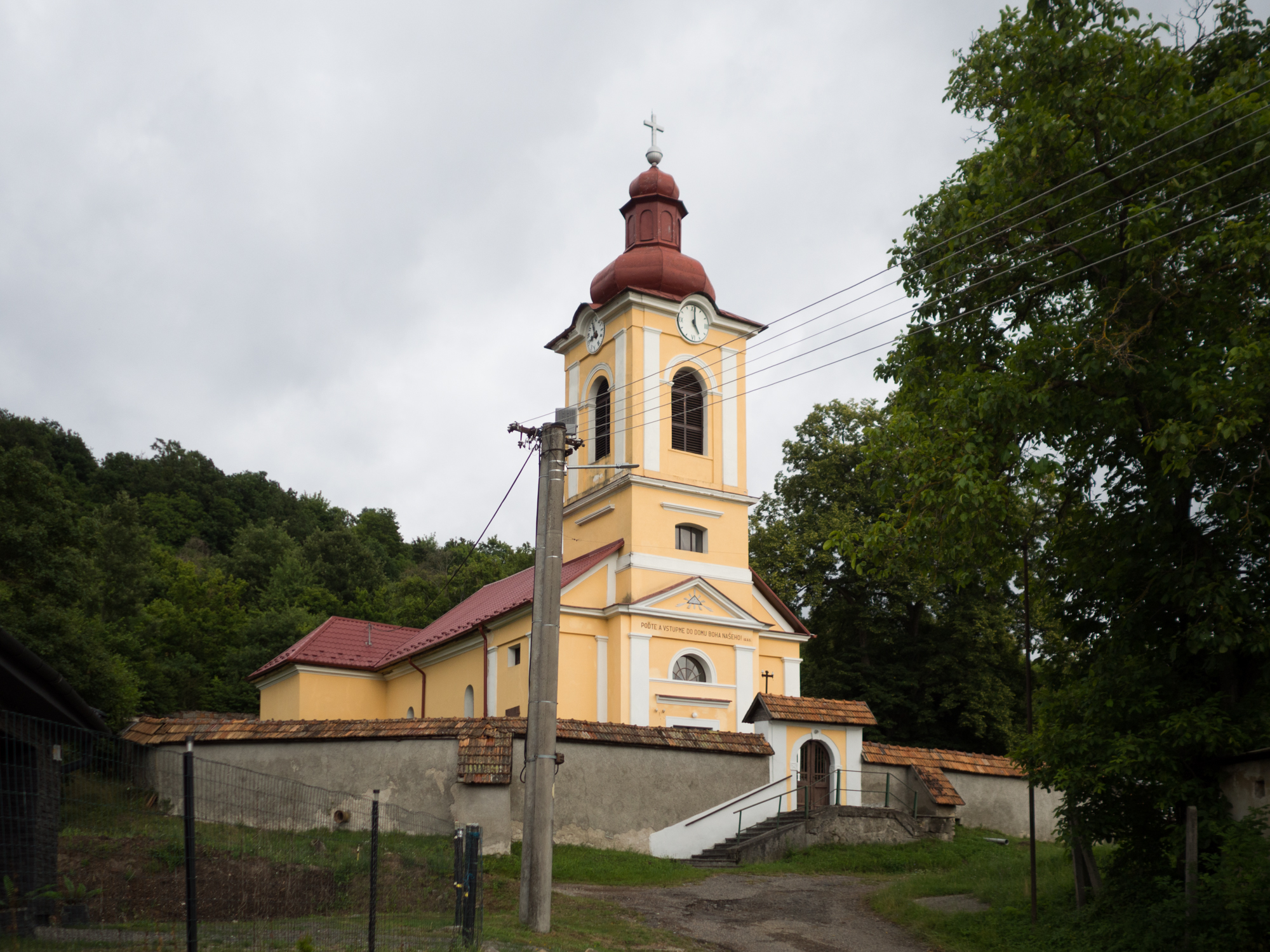
Evangelische Kirche in Bohunice

Bohunice wurde zum ersten Mal 1270 als Bagana schriftlich erwähnt und war zuerst Bestandteil der Herrschaft der Burg Hont, ehe die Schemnitzer Bürger Wernel, Wyllam, Thamar und Adalbert Förderungsgebiete per Donationsurkunde von Stephan V. erhielten. 1328 war das Dorf Teil der Herrschaft der Burg Lewenz, im 18. Jahrhundert war es Besitz der Familien Jánoky und Liptay und schließlich im 19. Jahrhundert der Familie Nyáry. 1715 gab es zwei Mühlen und 40 Haushalte, 1828 zählte man 106 Häuser und 631 Einwohner, die als Landwirte und Winzer beschäftigt waren, dazu gab es im 19. Jahrhundert einen Steinbruch.
Bis 1918 gehörte der im Komitat Hont liegende Ort zum Königreich Ungarn und kam danach zur Tschechoslowakei beziehungsweise heute Slowakei. In der ersten tschechoslowakischen Republik arbeiteten die Einwohner weiterhin als Landwirte sowie als Waldarbeiter. Während des Zweiten Weltkriegs nahmen die Einwohner am Slowakischen Nationalaufstand teil.
Von 1976 bis 1994 war Bohunice Teil der Nachbargemeinde Pukanec.

## Bevölkerung
| Jahr                | 1994 | 2004     | 2014     | 2024     |
| ------------------- | ---- | -------- | -------- | -------- |
| Anzahl der Personen | 174  | 153      | 133      | 159      |
| Unterschied         |      | −12,06 % | −13,07 % | +19,54 % |

| Jahr                | 2023 | 2024    |
| ------------------- | ---- | ------- |
| Anzahl der Personen | 156  | 159     |
| Unterschied         |      | +1,92 % |

Nach der Volkszählung 2011 wohnten in Bohunice 140 Einwohner, davon 134 Slowaken, drei Magyaren und ein Tscheche. Zwei Einwohner machten keine Angabe zur Ethnie.
69 Einwohner bekannten sich zur Evangelischen Kirche A. B., 42 Einwohner zur römisch-katholischen Kirche, zwei Einwohner zur reformierten Kirche und ein Einwohner zur evangelisch-methodistischen Kirche. 10 Einwohner waren konfessionslos und bei 16 Einwohnern wurde die Konfession nicht ermittelt.

## Bauwerke

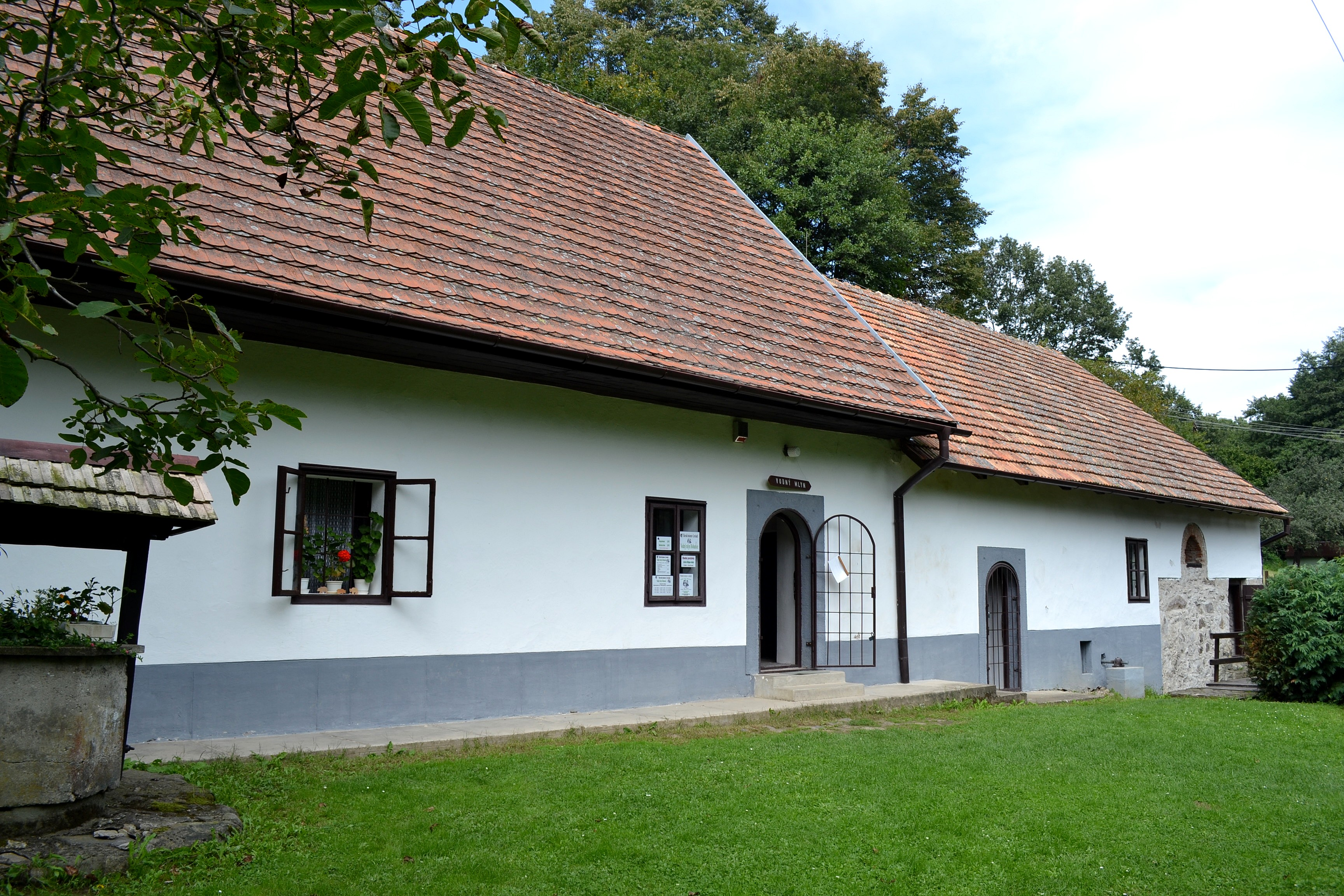
Wassermühle bei Bohunice

- evangelische Kirche im Stil des Spätrenaissance aus dem Jahr 1656, 1703 umgebaut und 1779 im klassizistischen Stil neu gestaltet, 1854 um den barock-klassizistischen Turm ergänzt[6]
- Nyáry-Landschloss im klassizistischen Stil aus dem Jahr 1816
- Landschloss im neogotischen Stil aus dem späten 19. Jahrhundert, das durch Umbau eines älteren Landsitzes im Renaissancestil aus dem frühen 17. Jahrhundert entstand
- Wassermühle etwa zwei Kilometer nördlich des bebauten Ortsgebiets, seit 1978 als Ausstellung des Tekov-Museums in Levice betrieben

## Verkehr
Durch Bohunice verläuft die Straße 2. Ordnung 524 von Kmeťovce (Abzweig von der Straße 1. Ordnung 51) nach Banská Štiavnica.

## Söhne und Töchter der Gemeinde
- Michal Godra (1801–1874), Dichter, Sprachwissenschaftler und Lehrer
- Samuel Godra (1807–1873), evangelische Pfarrer, Dichter und Schriftsteller
- Samuel Adamčík (1904–1984), Schauspieler